# Вулька-Кльоновська (Лодзинське воєводство)
Вулька-Кльоновська (пол. Wólka Klonowska) — село в Польщі, у гміні Броншевиці Серадзького повіту Лодзинського воєводства.
Населення — 127 осіб (2011).
У 1975-1998 роках село належало до Серадзького воєводства.

## Демографія
Демографічна структура станом на 31 березня 2011 року:
|          | Загалом | Допрацездатний вік | Працездатний вік | Постпрацездатний вік |
| -------- | ------- | ------------------ | ---------------- | -------------------- |
| Чоловіки | 57      | 11                 | 39               | 7                    |
| Жінки    | 70      | 16                 | 35               | 19                   |
| Разом    | 127     | 27                 | 74               | 26                   |